# Giammarco Levorato

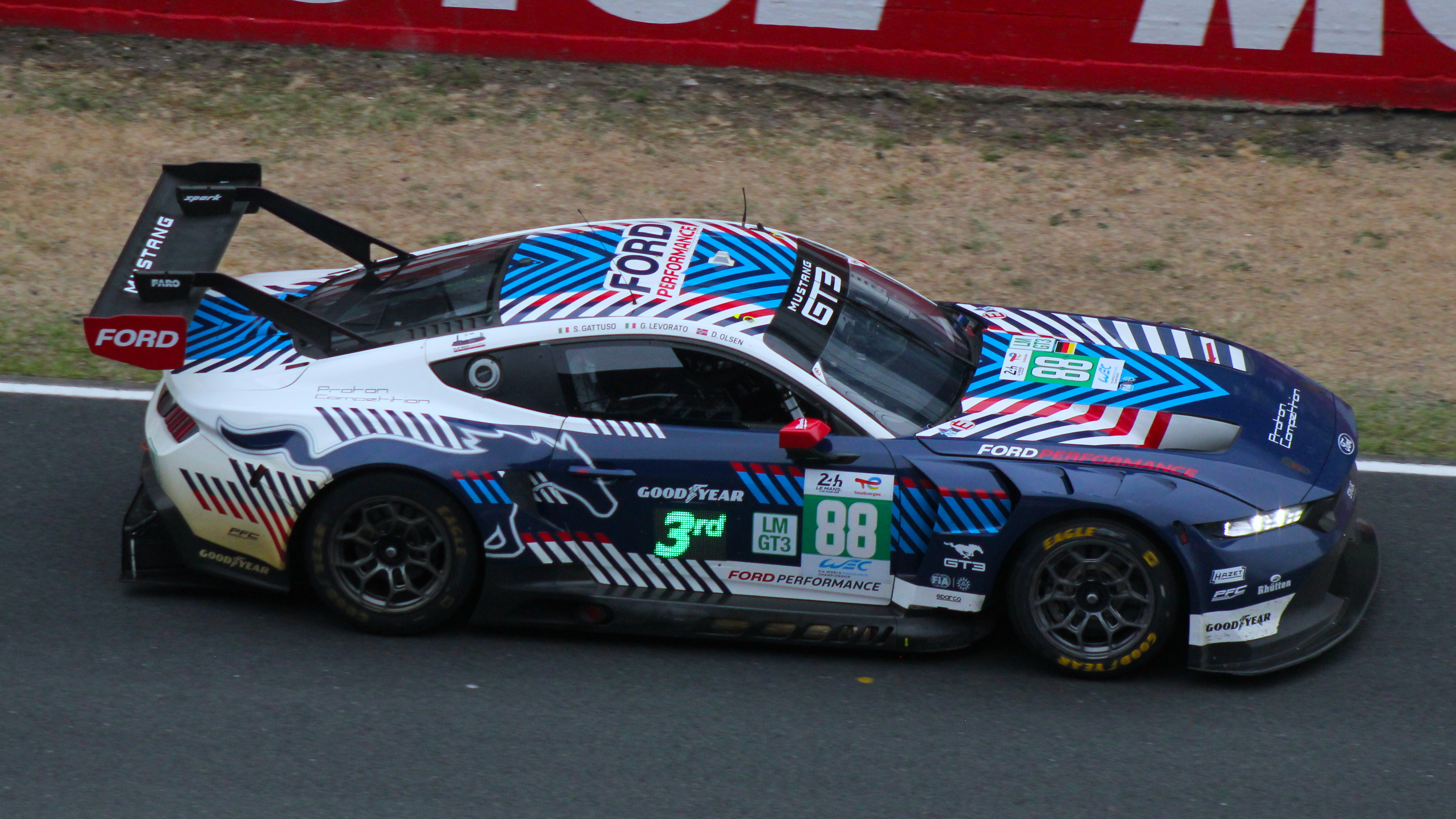
Der von Giammarco Levorato beim 24-Stunden-Rennen von Le Mans 2025 gefahrene Ford Mustang GT3

Giammarco Levorato (* 24. Juli 2003 in Noventa Vicentina) ist ein italienischer Autorennfahrer.

## Karriere als Rennfahrer
Giammarco Levorato hatte für einen Fahrer seiner Generation einen ungewöhnlichen Karrierestart. Nach seinen Teenagerjahren im Kartsport verzichtete er auf Einsätze im Monoposto und fuhr von Beginn an ausschließlich GT-Rennen. Nach zwei Jahren im italienischen Porsche Carrera Cup fuhr er ab der Saison 2023 für Proton Competition erst in der European Le Mans Series und der IMSA WeatherTech SportsCar Championship und ab 2024 in der FIA-Langstrecken-Weltmeisterschaft.
Sein Debüt beim 24-Stunden-Rennen von Le Mans endete nach einem Unfall im Proton-Ford Mustang GT3 vorzeitig.

## Statistik

### Le-Mans-Ergebnisse
| Jahr | Team               | Fahrzeug         | Teamkollege     | Teamkollege  | Platzierung | Ausfallgrund |
| ---- | ------------------ | ---------------- | --------------- | ------------ | ----------- | ------------ |
| 2025 | Proton Competition | Ford Mustang GT3 | Stefano Gattuso | Dennis Olsen | Ausfall     | Unfall       |

### Sebring-Ergebnisse
| Jahr | Team               | Fahrzeug         | Teamkollege | Teamkollege   | Platzierung | Ausfallgrund |
| ---- | ------------------ | ---------------- | ----------- | ------------- | ----------- | ------------ |
| 2024 | Proton Competition | Ford Mustang GT3 | Corey Lewis | Ryan Hardwick | Ausfall     | Motorschaden |

### Einzelergebnisse in der FIA-Langstrecken-Weltmeisterschaft
| Saison | Team               | Rennwagen        | 1   | 2   | 3   | 4   | 5   | 6   | 7   | 8   |
| ------ | ------------------ | ---------------- | --- | --- | --- | --- | --- | --- | --- | --- |
| 2024   | Proton Competition | Ford Mustang GT3 | KAT | IMO | SPA | LEM | SAO | AUS | FUJ | BAH |
| 2024   | Proton Competition | Ford Mustang GT3 |     |     |     |     | DNF |     |     |     |
| 2025   | Proton Competition | Ford Mustang GT3 | KAT | IMO | SPA | LEM | SAO | AUS | FUJ | BAH |
| 2025   | Proton Competition | Ford Mustang GT3 | 27  | 34  | 16  | DNF | DNF |     |     |     |